# Sollentuna centrum

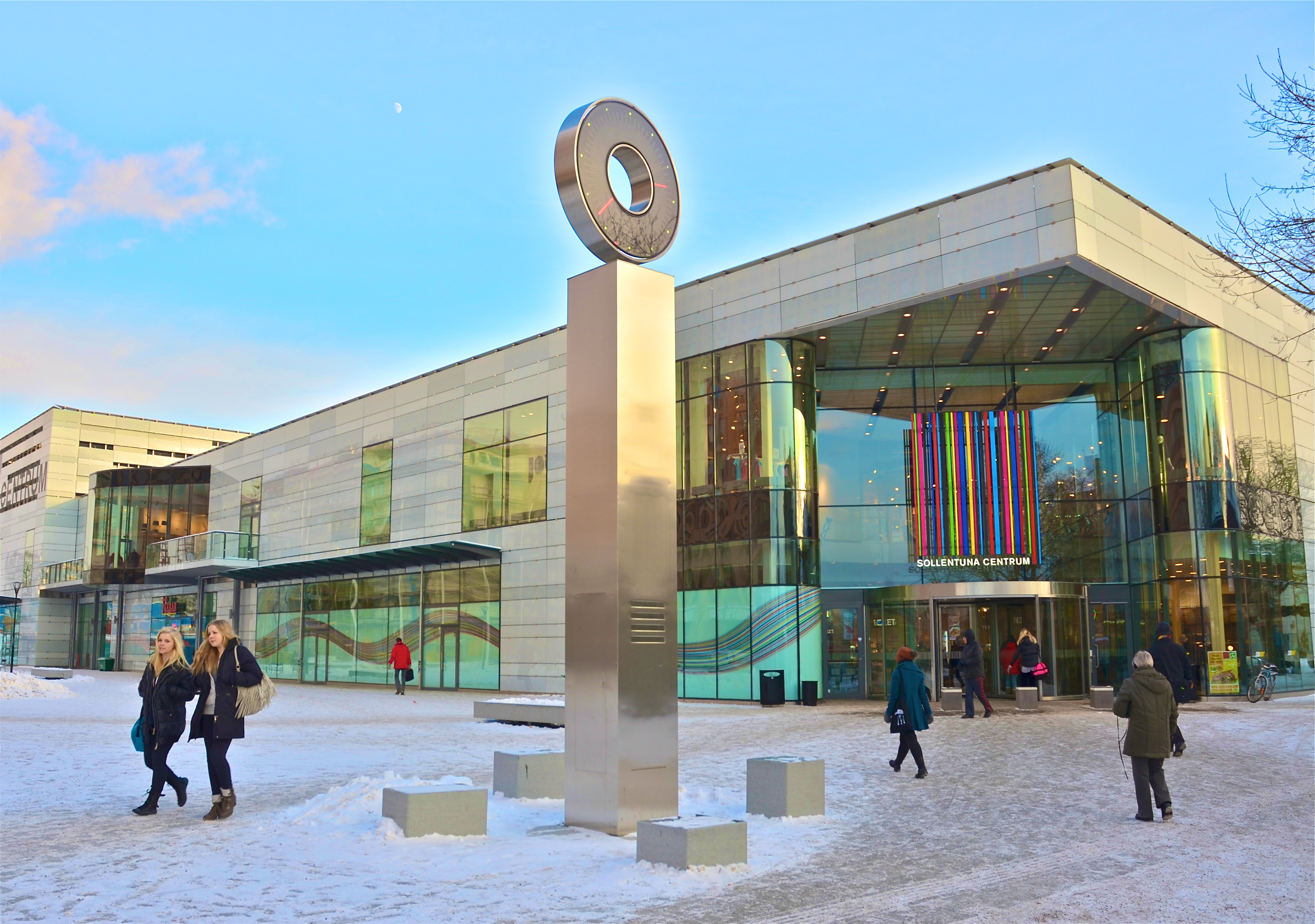
Huvudentrén till Sollentuna Centrum.

Sollentuna centrum utgör den centrala delen av Sollentuna kommun, belägen i stadsdelen Tureberg.
Ursprungligen var centrum för Sollentuna kyrkbyn vid Sollentuna kyrka som ligger mellan Norrviken och Rotebro. När Norrviken 1929 etablerades som municipalsamhälle, inrättades flera förvaltningar inom dess område. På 1940-talet flyttades förvaltningsorganen i Sollentuna från Norrviken till Tureberg, varför Tureberg nu blivit ett naturligt centrum för kommunen.
Området väster om pendeltågsstationen, där bland annat Rättscentrum Sollentuna med tingshus är beläget kallas Bagarby.

## Köpcentret

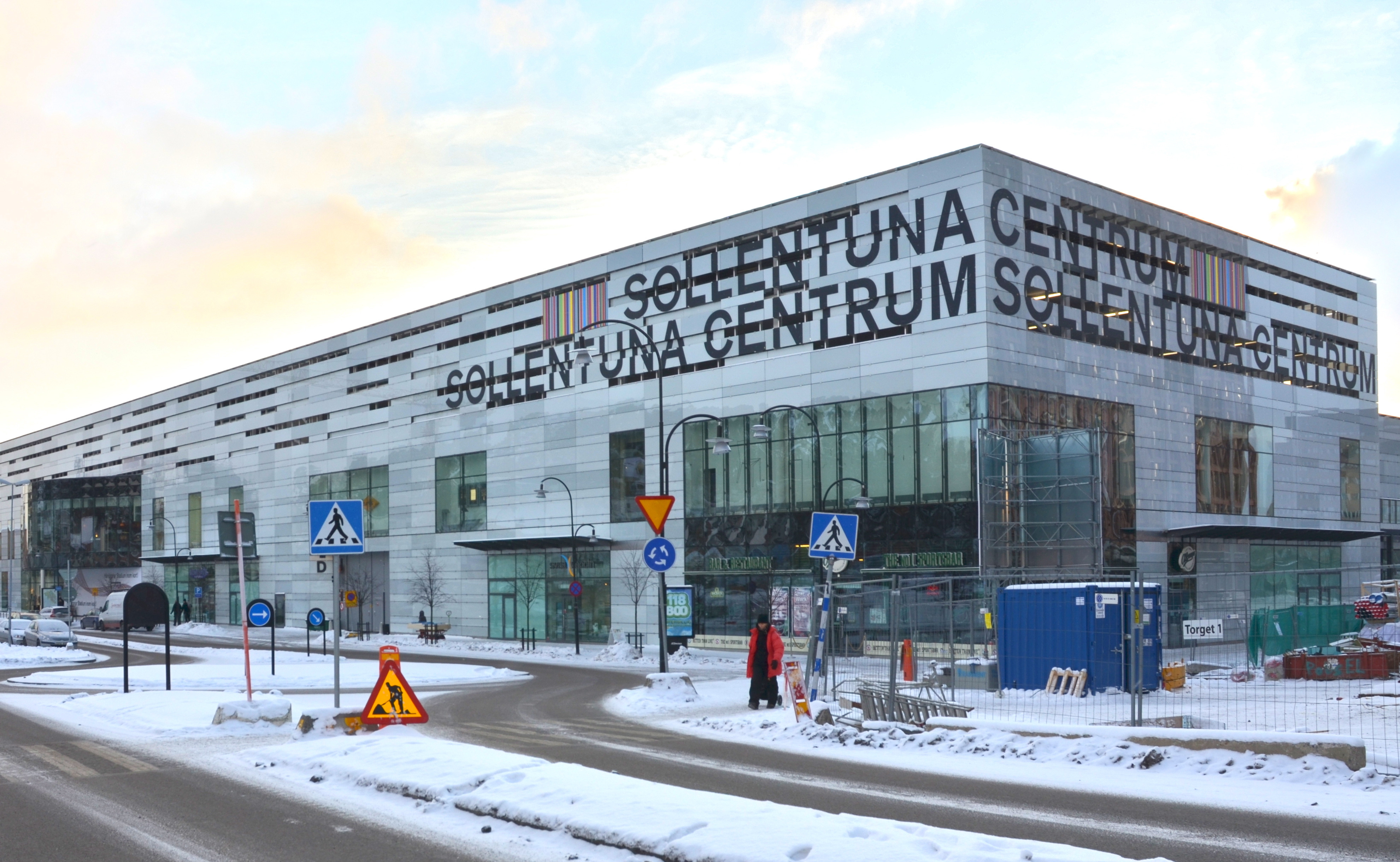
Sollentuna köpcentrum.

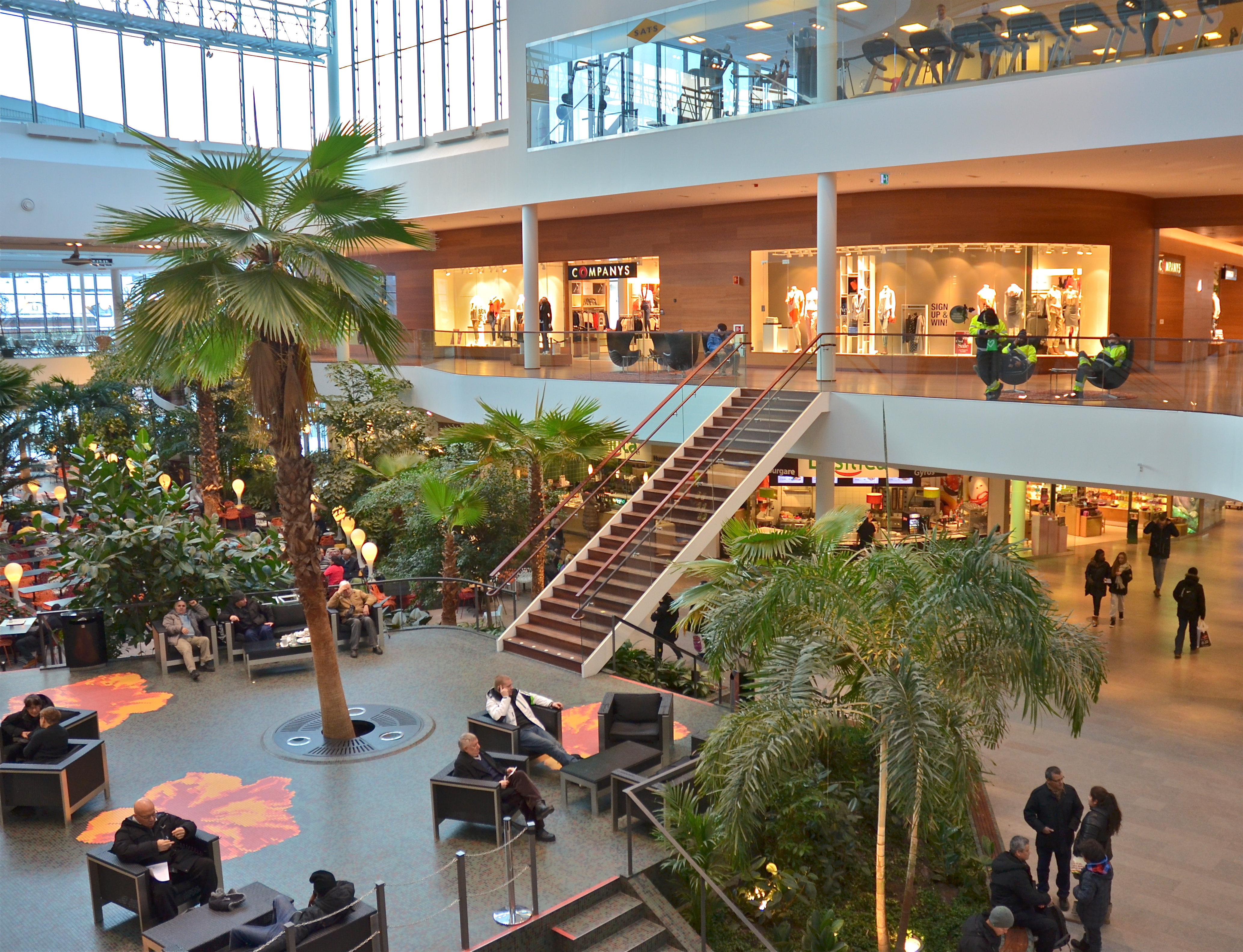
Oasen, Sollentuna köpcentrum.

Köpcentret med samma namn invigdes den 13 november 1975 av kung Carl XVI Gustaf. År 2007–2010 pågick en utbyggnad och modernisering av Sollentuna köpcentrum som stod klart i slutet av 2010, då utrymmet hade fördubblats. Det är nu ett av Stockholms största köpcentrum med cirka 120 butiker och 1 500 parkeringsplatser. Dessutom har ett nytt bostadsområde med centrumbebyggelse byggts i anknytning till centrumet. I samband med ombyggnationen har Sollentunavägen smalnats av från fyra till två filer.
Centrumet har fyra olika shoppingstråk som alla har sitt eget uttryckssätt med färg, form och butiksutbud.
I juni 2011 utsågs Sollentuna Centrum till vinnare i den internationella tävlingen ICSC Shopping Centre Awards vid en ceremoni i Paris. 
Sollentuna Centrum ägs av Thon Property AB.

## Pendeltågsstationen
I anslutning till Sollentuna centrum ligger pendeltågsstationen Sollentuna. År 1976 byggdes en bussterminal i anslutning till stationen. Bussterminalen moderniserades 1998.